# Rhyacophila javana
Rhyacophila javana är en nattsländeart som beskrevs av Georg Ulmer 1951. Rhyacophila javana ingår i släktet Rhyacophila och familjen rovnattsländor. Inga underarter finns listade i Catalogue of Life.